# Мантилья

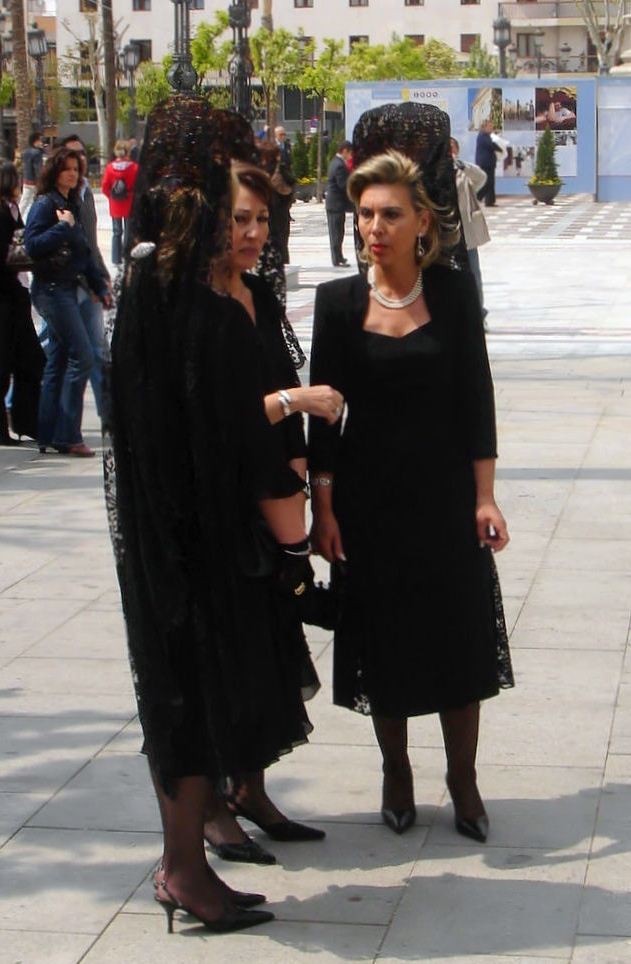
Испанки во время Святой недели

Манти́лья (исп. mantilla, от лат. mantellum — покрывало, покров) — элемент национального испанского женского костюма, длинный шелковый или кружевной шарф-вуаль, который обычно надевается поверх высокого гребня (пейнеты), вколотого в причёску, и падает на спину и плечи.
Мантилья характерна для народов Пиренейского полуострова и Латинской Америки, особенно была популярна в Андалузии. Период расцвета ношения мантильи — XVII—XIX века. В наши дни надевается современными испанками только по случаю праздников.

## История

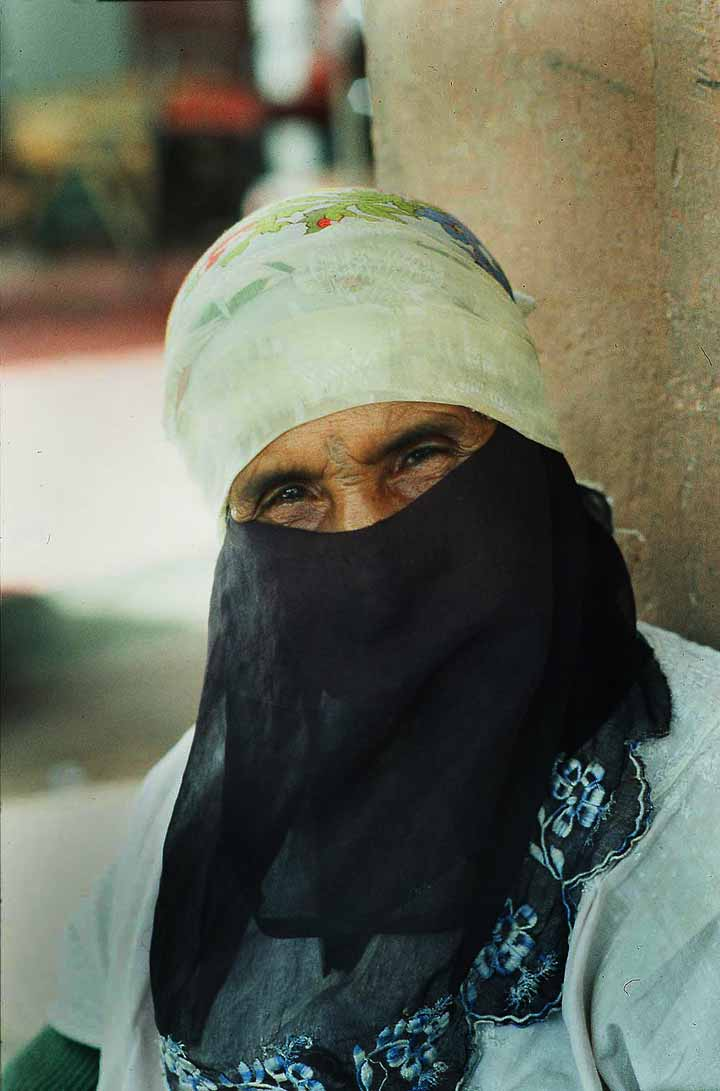
Современная марокканка

Точная эволюция мантильи как предмета одежды до конца не прослеживается. Считается, что она ведёт происхождение от головных покрывал и накидок, которые использовались в Испании в качестве предмета верхней одежды в 1-м тысячелетии н. э.
Корни мантильи, как предполагают, надо искать в культуре иберийских народов, женщины которых использовали вуали и накидки для прикрытия и украшения своих голов. Возможно, она имеет в числе своих предков головные покрывала, которые носили женщины во времена арабского завоевания Испании, то есть является родственником чадры.
Позже, в течение Средних веков испанские женщины продолжали использовать разнообразные покрывала, некоторые из которых носят отчётливый отпечаток арабского влияния.
Первые примеры использования мантильи отмечаются среди простого народа Испании после окончания Реконкисты. Её не носили дамы из высшего социального класса или аристократки. Мантилью использовали, по большей части, исключительно в качестве покрывала, а не как элемент украшения. Гребень в первые века также не применялся — то есть мантилья просто накидывалась на голову.

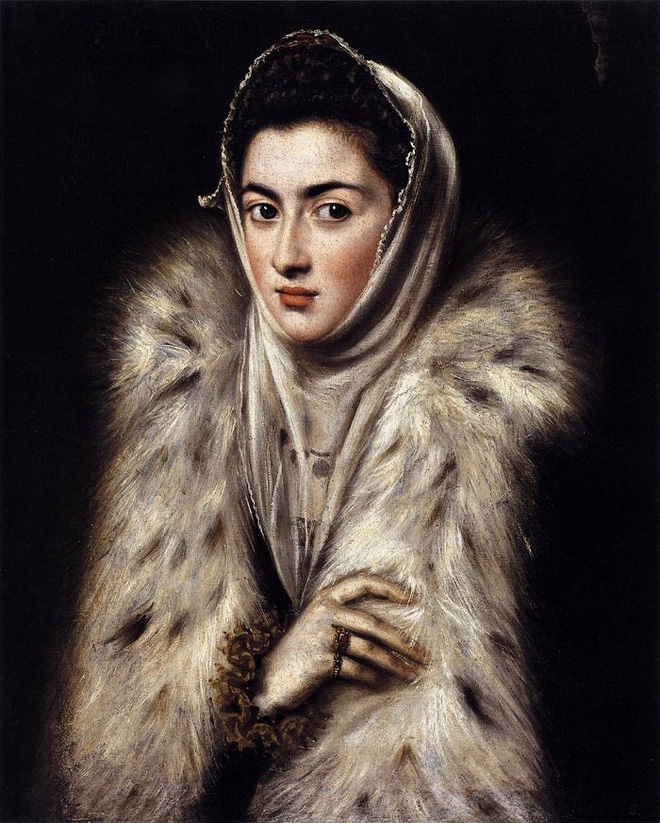
Головная накидка из шерсти. Портрет XVI века

В течение XVI века использование накидки, называемой тогда mantilla de aletas (крылатая мантилья), становится всеобщим в Испании, добавив ещё один узнаваемый аксессуар в испанский национальный костюм.
Эволюция этого предмета одежды была отмечена влиянием социальных, религиозных, а также климатических факторов. Последние становятся явными при рассмотрении различных типов плетения, использующихся при изготовлении мантильи. Каждый регион придаёт ей свой специфический облик. Например, в более холодных районах мантилья служила в качестве верхней одежды, и поэтому её изготавливали из шерстяных материй. Некоторые из мантилий украшались бисером, шёлком и бархатом. Наоборот, в более тёплых регионах мантильи изготавливались из лёгких и мягких тканей, которые делали этот предмет одежды более роскошным и декоративным.
В северных областях Испании использовалось частое плетение ткани, цель которого очевидна — служить защитой в случае непогоды. В южных областях уже употребляются мантильи с исключительно декоративной целью, поэтому в ход идут такие материалы, как шёлк. В обоих случаях мантильи могут быть тонко орнаментированными — праздничные (las de «fiesta»), которые выставляются напоказ по особенным поводам, или украшенные проще, для повседневного использования (las de «diario»).

### XVII—XVIII века
В начале XVII века в женской одежде начинается превращение мантильи в декоративную деталь: полотно постепенно заменяется кружевами. Мало-помалу расширяется употребление этой детали одежды в качестве украшения, хотя придется дождаться начала XVIII века, чтобы увидеть, как мантилью начинают надевать представительницы высших социальных слоёв.

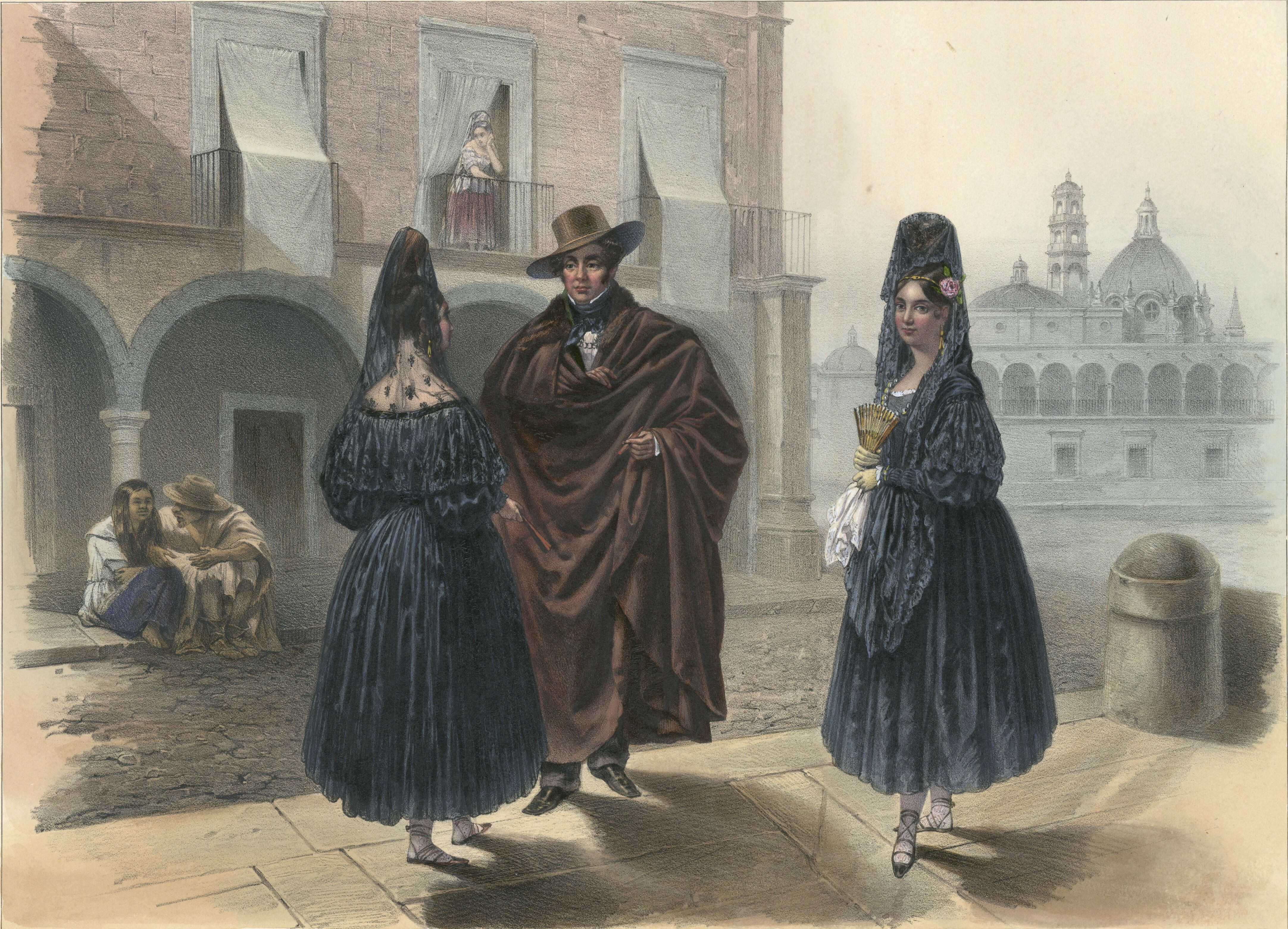
Модники в Мексике в XIX веке

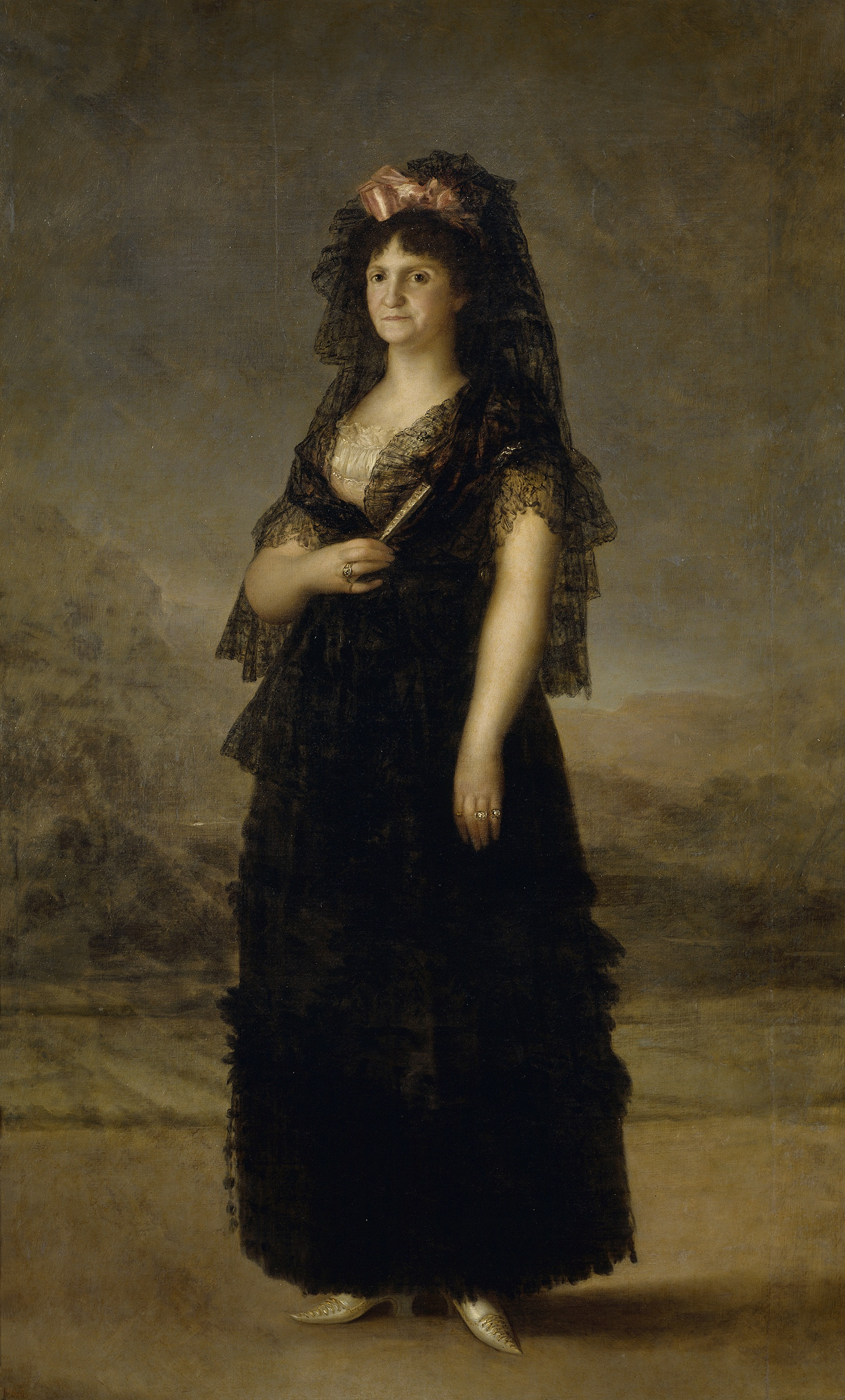
Гойя. «Королева Мария Луиза Пармская», 1800 год

В XVII веке начали использовать кружевные мантильи-накидки (что мы можем видеть на некоторых портретах кисти Веласкеса), которые становятся важной частью гардероба некоторых элегантных женщин. Тем не менее, придворными дамами и представительницами высших социальных слоёв она не использовалась до XVIII века. Это была эпоха, когда кружевные мантильи окончательно вытеснили шёлковые и шерстяные.
Можно утверждать, что ношение мантильи в том виде, в котором мы знаем его сейчас, начало складываться в XVII веке, обретя устойчивость в течение следующего века, в царствование Карлоса III и Карлоса IV.
Некоторые авторы утверждают, что теми, кто ввёл использование мантильи среди мадридцев, распространив его и на другие города, были мадридские модницы из низших слоев — махи (смотри).
В портретах XVIII века, изображающих женщин всех сословий, мы видим великолепные кружевные мантильи. Огромное количество таких полотен оставил Гойя, так как мода на национальный испанский костюм начала распространяться среди знати, которая в период наполеоновских завоевательных войн не желала одеваться «по-французски».
В XIX веке, когда развитие мантильи привело к тому, что её начали изготавливать целиком из кружева, появилась мантилья белого цвета, по контрасту с традиционно чёрной.

### XIX век
Королева Изабелла II (1833—1868), большая любительница сложных головных уборов и диадем, стала популяризировать мантилью. Этот обычай быстро восприняли приближённые к ней женщины.
Придворные дамы и представительницы высших социальных слоёв начинают носить этот предмет одежды в различных общественных мероприятиях, что в большой степени способствовало приданию мантилье той элегантности, которая и сохранилась до наших дней.

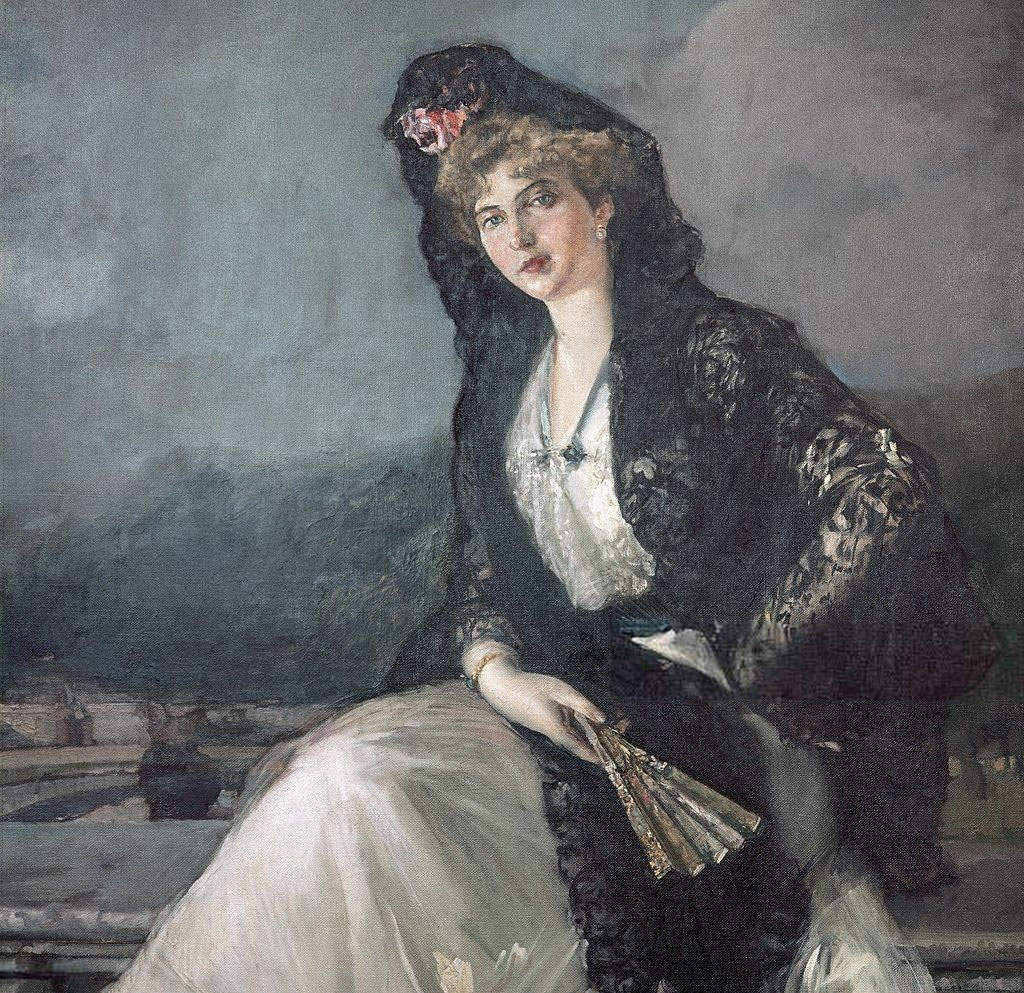
Королева Виктория Эухения, 1910 год

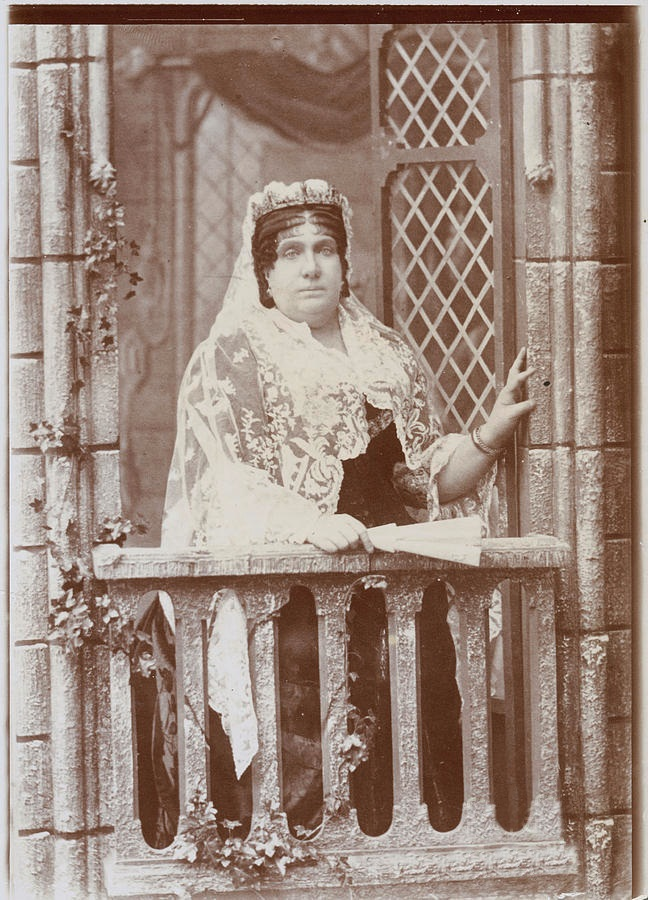
Королева Изабелла II в изгнании, на балконе своего парижского особняка

С 1868 году, со свержением Изабеллы, мода на мантилью начала спадать, хотя в Севилье и других андалузских городах она продолжала быть очень популярной. То же случилось и в Мадриде, где ношение мантилий было так сильно укоренено в традицию, что знатные женщины превратили её в символ протеста против короля из новой династии — Амадея I Савойского и его супруги Марии Виттории. Возмущение против них и иностранных обычаев возглавляли женщины, которые демонстрировали свой протест, надевая вместо шляп классическую испанскую мантилью с гребнем. Это историческое событие носит название «La Conspiración de las Mantillas» — Заговор мантилий (спустя три года король, недовольный этим народом, отрёкся и вернулся в Италию).
Ограниченное использование мантильи в эпоху, последующую за правлением Изабеллы II, вызвано, среди прочих причин, использованием других стилей в одежде, импонировавших новым монархам, хотя с возвращением на престол потомков Изабеллы испанский стиль становится чуть более популярным.
В конце XIX — начале XX века мантилья прекратила быть предметом ежедневного использования. Начался её упадок. В первой трети XX века в повседневном гардеробе сохранилась лишь маленькая мантилья, которую дамы должны надевать в церковь — «токилья» (платок, обычно треугольный, который женщины надевают на голову). Можем отметить, что здесь идёт речь о рудиментарной версии мантильи, надеваемой без гребня. Таким путём ношение обычных, длинных, мантилий сократилось лишь до особых поводов — по преимуществу в течение Святой недели (смотри ниже).

### Современность
Ношение мантильи в Испании сегодня является явным ретроградством, хотя некоторая стойкость этого обычая наблюдается в центре и на юге Пиренейского полуострова. На севере обычай сохранился ещё меньше.
Испанки обычно покрывают голову мантильей в дни национальных и религиозных праздников, когда надевают народные костюмы (это коррида, Святая неделя, свадьбы и тому подобное). В настоящий момент сохранилась исключительно декоративная функция мантильи.
Существует традиция, по которой в Святую неделю женщины носят чёрное, надевая самые лучшие свои вещи: голова украшается черепаховым гребнем и чёрной кружевной мантильей. Так одеваются в Святой Четверг и Святую Пятницу для визитов в церковь и сопровождения процессий. Эта традиция сохранялась до середины века и в настоящее время, после окончания правления Франсиско Франко, восстановлена.
Знаменитая Feria de Abril в Севилье ранее также давала возможность надеть мантилью, в этом случае белую. Но тот обычай сохранялся лишь до первой трети XX века. В настоящее время на Феерию никто не отправляется в мантилье, поскольку деликатность кружева обязывает к особенной аккуратности, что мешает танцевать и веселиться.
Бой быков также всегда был поводом надеть белую кружевную мантилью. Сегодня это не так принято, как раньше, но все ещё возможно увидеть направляющиеся на корриду конные экипажи, которые везут женщин в белых мантильях.
В наши дни королева София и её дочери-инфанты иногда надевают мантильи по официальным случаям.

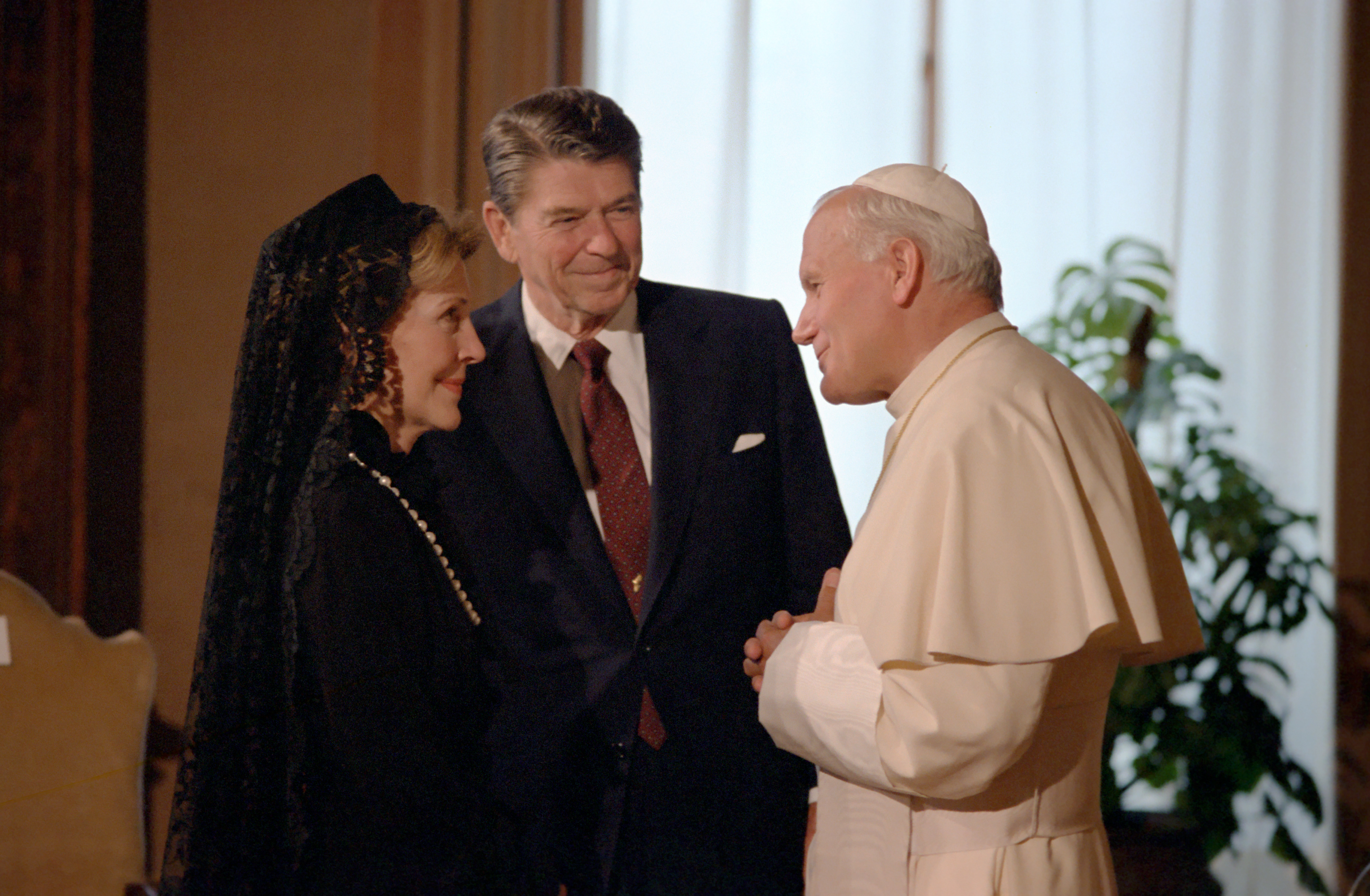
Нэнси Рейган с супругом на аудиенции Иоанна Павла II. Её голова покрыта чёрной мантильей согласно протоколу

### Мантилья как принадлежность дипломатического костюма
Возможно, благодаря популяризаторству мантилий королевой Изабеллой II, стало традицией, чтобы на аудиенцию с Папой Римским женщины надевали именно мантильи (хотя до середины XIX века и порой позже преобладали другие виды головных уборов). Во 2-й половине XX века эти случаи отмечаются редко, хотя целиком из употребления обычай не вышел.
Так, ирландские президенты Мэри Робинсон и Мэри Макэлис, а также Раиса Горбачева и Ангела Меркель отправились на приём к Папе без мантильи. Тем не менее, королева София Испанская и королева Паола Бельгийская на интронизации Папы Бенедикта XVI и поминальной мессе по Иоанну Павлу II носили соответственно белую и чёрные мантильи (причём королева Испании надела белую согласно privilège du blanc — простым людям в присутствии Папы одеваться в белое нельзя). Во время визита Святого Престола в 2006 году мантилью надела Лаура Буш, ранее — Хиллари Клинтон, Жаклин Кеннеди, Нэнси Рейган, а также Грейс Келли — во время визита в качестве княгини Монако.

## Этикет ношения мантильи

### Выбор
Как отмечают современные испанские руководства по этикету, в случае торжественного события (свадьба, коррида, проч.) длина мантильи должна рассчитываться согласно персональным размерам своей обладательницы. В передней части она должна быть в длину руки, а в задней части чуть не доходить до конца бедра. Чтобы предотвратить «полёт» мантилий, целесообразно закрепить её к одежде незаметным образом (обыкновенно на плечах).
Хитрость для создания хорошего крепления и достаточной свободы — наклонить голову влево и прикрепить мантилью на правом плече, а потом наоборот (наклонить вправо, закрепляя мантилью на левом плече).
Если свадьба проходит днем, мантилья надевается с коротким платьем. А если свадьба проходит вечером, та же самая мантилья надевается с длинным платьем. Мантилья надевается на религиозный обряд венчания (если свадьба гражданская, лучше будет о мантилье позабыть), а также на свадьбы с расписанным этикетом (когда жених надевает вечерний костюм или фрак).

### Цвет
Как предписывает традиция, мантилью белую или цвета слоновой кости носят только незамужние девушки, а чёрная мантилья оставляется замужним дамам (хотя эта традиция, как и многие другие, в наши дни может не приниматься в расчёт).

## Типы кружева

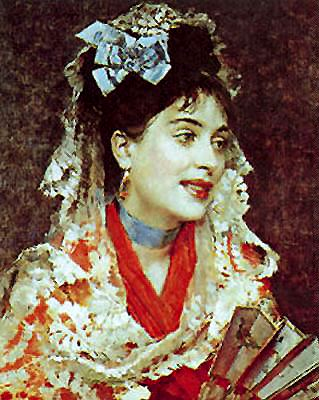
Конец XIX века. Мантилья надета без гребня

Среди многочисленных разновидностей кружева — для мантилий использовалось чаще всего bolillo (кружево ручной работы), особенно варианты Блонда и Шантильи.
- Блонда (Blonda) — этот тип шёлкового кружева изготавливается из двух сортов шелка (плетеная основа и блестящая вышивка), и характеризуется крупными растительными мотивами, особенно по краю, называемому puntas de castañuela. Характеризуется использованием крупных мотивов, прежде всего растительных, которые выполняются в шелке, более глянцевитом, чем основная часть мантильи (которую делают матовой для большего контраста с вышивкой). Обладает весьма своеобразными характерными чертами, например — волнистые края, которые некоторыми авторами называются «зубцами кастаньет» (puntas de castañuelas) за своё сходство с ними.
- Шантильи (Chantilly) — при изготовлении используется лёгкий и элегантный материал, происходящий из французского города. Принято, чтобы мантилья была обильно вышита различными узорами — украшается растительными мотивами — цветами, листьями и гирляндами. Это кружево более эфирное и считается более подходящим для чёрных мантилий.
- Тюль (Tul) — это материал тонкий и прозрачный, из шелка, льна или хлопка. Этот материал — самый и заурядный и проходной для мантилий. Он используется как имитация мантилий из блонды и шантильи.

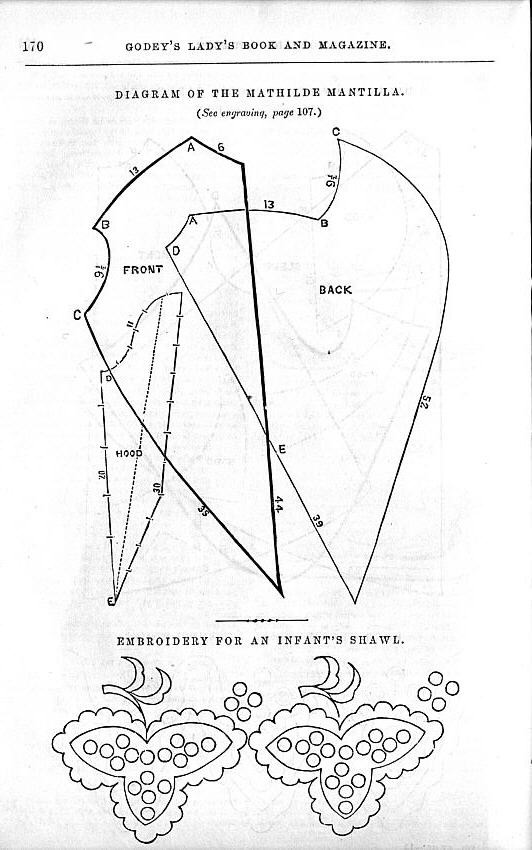
Выкройка XIX века

### Техника изготовления
В настоящее время существуют несколько типов техники изготовления мантилий:
- Мантилья машинного изготовления (La mantilla mecánica) — вся изготавливается с помощью машины, и, несмотря на то, что она прекрасно имитирует мантилью блонду, разбирающийся в искусстве кружева человек с легкостью её распознает.
- Техника блонды (La técnica de la blonda) — используются два типа шелка: некручёная нить, для декоративных элементов; и нити тоньше и кручёная, из шелка-гранадина, для изготовления основы и украшающих стежков. Это называется плетеным кружевом с помощью коклюшек.
- Техника вышитой блонды или кружево-гранадин (La técnica blonda bordana o encaje granadino) — это кружево вышитое. Оно создаётся на основе машинного тюля с помощью вышивки поверх него, имитирующей текстуру блонды ручной работы.

## Гребень

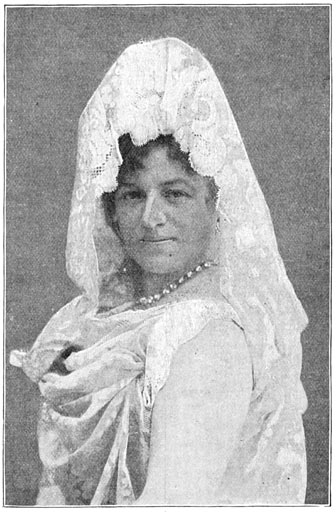
1903 год

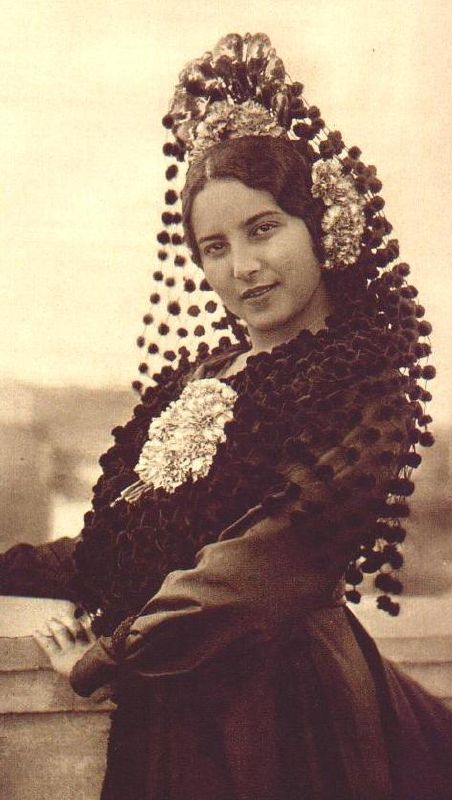
1922 год

Гребень (la peineta) — это главное дополнение к мантилье, употребление которого стало привычным в XIX веке. Без сомнения, гребень меньших размеров продолжал также использоваться и отдельно, без мантильи, как часть национального женского костюма.
Самых достоверных предков гребня мы находим в головных уборах иберийских женщин, а конкретно — в митрах и тиарах, чьи формы и узоры обычны и для гребня.
Первоначально гребни пейнеты (или peinas, как их называют уменьшительно в Севилье), были из черепахи различного оттенка, начиная от самых светлых и медовых до самых тёмных. Форма их — закруглённая, квадратная или прямоугольная, загнутая более или менее сильно. Некоторые были простыми, а некоторые — украшенными ажурными узорами.
Со временем постепенное исчезновение черепах, обладающих подходящим панцирем, привело к тому, что органический материал стал заменяться синтетическими с целью предотвращения тотального истребления вида. Предпочитается использование таких материалов, к примеру, пластмасса, которые имитируют в совершенстве текстуру настоящей черепахи и позволяют украшать гребень тонкими и изящными узорами.
В настоящее время размер гребня, как и в древности, сильно зависит от личных предпочтений и моды, но самыми распространёнными являются прямоугольные гребни с полукруглым завершением и загнутые. Края продолжают быть приподнятыми, но не задираются высоко.
Важным качеством гребня для мантильи является его высота. Если девушка маленького роста, она может его оптически увеличить с помощью высокого гребня, хотя носить подобные гребни тяжело. Если девушка высокая, с удлинённым лицом, ей советуют носить гребень более низкий (и гораздо более удобный в ношении). В любом случае, его надо хорошо укрепить с помощью узла, лент и правильно накинуть на него мантилью.

## Глоссарий испанских терминов
- la mantilla — мантилья
- la peineta — гребень
- peina — название гребня в Севилье

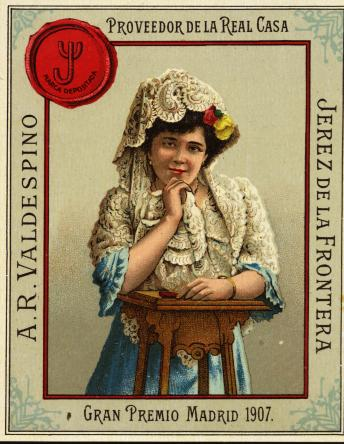
1907 год

- blonda — вид мантильи — шёлковое кружево
- chantilly — вид мантильи — «французское» кружево
- tul — вид мантильи — тюль
- la seda — шёлк
- el encaje — кружево
- el tocado — женский головной убор; причёска; токадо — набор кружев, лент и прочего для украшения причёски; туалет (процедура одевания, причёсывания и прочее)
- la toquilla — маленькая мантилья, надеваемая в церковь; лента, газ (на шляпе); головной платок, косынка; шерстяная шаль
- bolillo — кружево ручной работы; коклюшки
- el carey — черепаха
- la granadina — гранадин (ткань)
- el velo — тюлевый (газовый) шарф; газ, вуаль, тюль; вуалетка; монашеское покрывало; подвенечная фата; епитрахиль
- el manto — мантия, накидка; плащ; епанча; покров
- el manto de humo — траурная вуаль
- la prenda — предмет одежды (белья); обувь; залог, заклад
- el abrigo — укрытие, защита; верхняя одежда, пальто
- tejido — тканый; текстура; ткань, материя, материал; плетёное изделие, плетение
- el paño — сукно, ткань, полотнище; ковёр; парус
- el bordado — вышивание; вышивка
- bordar — вышивать
- el borde — край, кромка, рант, кайма
- la punta — (у кружева) зубец, зубчик
- el hilo — нить; пряжа; волокно; льняная ткань
- el moño — пучок, узел (причёски); бант
- la hebra — нитка, волокно
- la aguja — игла; спица
- laso — (о пряже) некручёный